# Émile Zuckerkandl
Ne doit pas être confondu avec Emil Zuckerkandl.
Émile Zuckerkandl, né le 4 juillet 1922 à Vienne (Autriche) et décédé le 9 novembre 2013, est un biologiste français d'origine autrichienne considéré comme l'un des fondateurs du domaine de l'évolution moléculaire. Il a introduit, avec Linus Pauling, le concept d'« horloge moléculaire », qui a ouvert la voie à la théorie neutraliste de l'évolution.

## La vie et le travail
Zuckerkandl a été élevé à Vienne, en Autriche, dans une famille juive d'intellectuels. Celle-ci déménage en 1938 à Paris, puis à Alger, pour échapper aux persécutions antisémites du Troisième Reich. À la fin de la Seconde Guerre mondiale, il étudie un an à l'université de Paris (Sorbonne), puis part aux États-Unis pour étudier la physiologie et obtient, en 1947, une maîtrise à l'université de l'Illinois, sous la direction de C. Ladd Prosser. Il retourne après à la Sorbonne pour terminer un doctorat en biologie. Zuckerkandl a développé un vif intérêt pour les aspects moléculaires ; ses premières recherches dans le laboratoire de biologie marine à Roscoff ont mis l'accent sur les rôles des oxydases de cuivre et de l'hémocyanine dans les cycles de mue des crabes. En 1957, il rencontre le célèbre chimiste américain Linus Pauling, qui commençait à s'intéresser aux maladies moléculaires et à l'évolution moléculaire dans le prolongement de son activisme sur des sujets concernant l'énergie nucléaire. Ensemble, ils ont demandé une bourse post-doctorale et Zuckerkandl (accompagné de sa femme Jane) est retourné aux États-Unis pour travailler avec Pauling au California Institute of Technology à partir de 1959. Il se déclare athée. 

### Linus Pauling et l'hypothèse de l'horloge moléculaire
Le premier sujet d'étude de Zuckerkandl sous la direction de Pauling — en collaboration avec le tout juste diplômé Richard T. Jones — est l'application de nouvelles techniques d'identification des protéines de l'hémoglobine, qui combine la chromatographie sur papier et l'électrophorèse, produisant un motif bidimensionnel. Les fragments peptidiques d'échantillons d'hémoglobine de différentes espèces, partiellement séparés par des enzymes digestives, produiraient des modèles uniques qui pourraient être utilisés pour estimer les différences de structure des protéines. En 1960, Zuckerkandl, Jones et Pauling publient une comparaison des schémas d'identification de l'hémoglobine de plusieurs espèces, qui démontre que le degré de dissemblance des schémas protéiques correspondait approximativement à la distance phylogénétique entre ces espèces. Cependant, la méthode n'étant pas propice aux comparaisons quantitatives, Zuckerkandl commence à travailler sur la détermination de la séquence peptidique réelle des chaînes α et β de l'hémoglobine humaine et de gorille. 
Le premier article utilisant le concept d'horloge moléculaire de Pauling et Zuckerkandl (le concept n'est pas encore nommé ainsi) est publié en 1962. Comme un certain nombre d'articles collaboratifs ultérieurs, celui-ci n'est pas évalué par des pairs — c'est un article invité en l'honneur d'Albert Szent-Györgyi — et ils en ont sciemment profité pour marquer les esprits : « dire quelque chose de scandaleux ». L'article a utilisé le nombre de différences dans les chaînes α et β de l'hémoglobine pour en déduire le temps écoulé depuis le dernier ancêtre commun pour un certain nombre d'espèces, à l'aune des preuves paléontologiques pour les humains et les chevaux. Bien que l'article n'ait fourni aucune explication sur la raison pour laquelle les différences d'acides aminés dans une protéine devraient s'accumuler à un rythme uniforme (l'hypothèse essentielle de l'horloge moléculaire), il a montré que les résultats étaient assez cohérents avec ceux des paléontologues. 
Au cours des années suivantes, Zuckerkandl travaille à l'amélioration de l'horloge moléculaire. En 1963, avec Pauling, il invente le terme « sémantide (en) » pour les séquences biologiques — ADN, ARN et polypeptides — possédant des informations évolutives. Ils ont fait valoir que ces séquences pourraient être la base de la construction de phylogénies moléculaires, et avancent que la méthode de « l'horloge moléculaire » pourrait être utile pour d'autres sémantides en plus des protéines. La première publication d'Emanuel Margoliash (en) sur les données de séquence du cytochrome c a permis de comparer les taux d'évolution moléculaire de différentes protéines (le cytochrome c semblait évoluer plus rapidement que l'hémoglobine), dont Zuckerkandl a discuté lors d'une conférence en 1964 à Bruges. Le biologiste@ a également mis à jour les formules mathématiques de «l'horloge» en intégrant les observations de certaines positions dans une séquence d'acides aminés plus stables que d'autres, et de la probabilité de substitutions multiples à la même position. Zuckerkandl assiste à l'important symposium Evolving Genes and Proteins, en septembre 1964, où il présente avec Pauling leur article le plus marquant : "Evolutionary Divergence and Convergence in Proteins", publié dans les actes de la conférence l'année suivante. L'article, essentiellement dû à Zuckerkandl, baptisait « l'horloge évolutive » et en présentait une nouvelle version de la formule mathématique. Bien que Zuckerkandl et Pauling considéraient l'horloge comme compatible avec la sélection naturelle, celle-ci va devenir la base de la théorie neutre de l'évolution moléculaire, dans laquelle la dérive génétique plutôt que la sélection est la force motrice de l'évolution au niveau moléculaire. 

### Travaux ultérieurs
Il revient en France en 1965 pour diriger à Montpellier, le Centre de Recherche de Biochimie Macromoléculaire du CNRS. En 1971, il devient rédacteur en chef fondateur du Journal of Molecular Evolution, et devient à la fin des années 1970 président de l'Institut Linus-Pauling (puis en 1992 de son successeur, l'Institute of Molecular Medical Sciences). Son travail récent comprend la critique du constructionnisme social  et du dessein intelligent.